# Honduras na Letnich Igrzyskach Paraolimpijskich 2000
Honduras na Letnich Igrzyskach Paraolimpijskich 2000 w Sydney reprezentował jeden lekkoatleta. Był to drugi występ tego państwa na igrzyskach paraolimpijskich (poprzedni miał miejsce w 1996). 

## Wyniki

### Lekkoatletyka
| Zawodnik          | Konkurencja            | Eliminacje | Eliminacje | Finał    | Finał   | Źródło |
| Zawodnik          | Konkurencja            | Rezultat   | Miejsce    | Rezultat | Miejsce | Źródło |
| ----------------- | ---------------------- | ---------- | ---------- | -------- | ------- | ------ |
| Narciso Hernández | bieg na 100 metrów T54 | 19,42      | 7          | NQ       | NQ      | [ 2 ]  |